# Wanda Jackson
Wanda Lavonne Jackson (Maud, Oklahoma, 1937. október 20. –) amerikai énekesnő. Zenéje a country műfajt ötvözi a rockabilly műfajával. Beceneve: „A rockabilly királynője”.
A műfaj egyik legtehetségesebb, legszebb hangú magyar képviselőjével, Dolly Roll-al elkészítették a „Rock&Roll-ra hívlak” című albumot, egyik legjobban sikerült számuk a „Rip it up”, mely két nyelven íródott, Dolly és Wanda együtt énekli.

## Élete
Zenész apja 1940-ben a kaliforniai Bakersfieldbe költöztette át családját, egy jobb jövő érdekében. Wanda ekkoriban kezdett el érdeklődni a zene iránt. Apja egy gitárt adott neki, elkezdett gyakorolni a hangszeren. Wandát apja koncertekre is elvitte. Tizenegy éves korában a család visszaköltözött Oklahomába. 1956-ban megnyert egy tehetségkutató versenyt, melynek hatására egy fél órás rádióműsort kapott. Karrierjét az oklahomai középiskolában kezdte, ott fedezte fel Hank Thompson 1954-ben. Thompson felfogadta Wandát a saját együttesébe énekelni, illetve a lemezkiadó cégének, a Capitol Records-nak is énekelt. Wanda azután a Decca Recordshoz szerződött le. Első nagylemezét 1958-ban adta ki. Diszkográfiája összesen 45 nagylemezt, négy koncertalbumot, huszonkét válogatáslemezt, két box set-et és három kollaborációs lemezt tartalmaz.
2019-ben bejelentette, hogy visszavonul.

## Diszkográfia
- Wanda Jackson (1958)
- There's a Party Goin' On (1961)
- Right or Wrong (1961)
- Wonderful Wanda (1962)
- Love Me Forever (1963)
- Two Sides of Wanda (1964)
- Blues in My Heart (1965)
- Wanda Jackson Sings Country Songs (1965)
- Wanda Jackson Salutes the Country Music Hall of Fame (1966)
- Reckless Love Affair (1967)
- You'll Always Have My Love (1967)
- Cream of the Crop (1968)
- The Many Moods of Wanda Jackson (1968)
- The Happy Side of Wanda (1969)
- Wanda Jackson Country! (1970)
- A Woman Lives for Love (1970)
- I've Gotta Sing (1971)
- Praise the Lord (1972)
- I Wouldn't Want You Any Other Way (1972)
- Country Gospel (1973)
- Country Keepsakes (1973)
- When It's Time to Fall in Love Again (1974)
- Now I Have Everything (1975)
- Make Me Like a Child Again (1976)
- Closer to Jesus (1977)
- Good Times (1980)
- Show Me the Way to Calvary (1981)
- Let's Have a Party (1982)
- My Kind of Gospel (1983)
- Rockabilly Fever (1984)
- Teach Me to Love (1984)
- Let's Have a Party in Prague (Karel Zich-csel) (1987)
- Classy Country (1988)
- Encore (1988)
- Don't Worry Be Happy (1989)
- Goin' on with My Jesus (1991)
- Rock & Roll-ra Hívlak! (a Dolly Roll-lal) (1992)
- Generations (Of Gospel Music) (1993)
- Let's Have a Party (1995)
- The Queen of Rock' a 'Billy (1997)
- Heart Trouble (2003)
- I Remember Elvis (2006)
- The Party Ain't Over (2011)
- Unfinished Business (2012)
- Encore (2021)

## Díjak
- 2009: Rock and Roll Hall of Fame